# Dwight Evans
Dwight Michael Evans (ur. 3 listopada 1951) – amerykański baseballista, który występował na pozycji prawozapolowego.
W czerwcu 1969 został wybrany w piątej rundzie draftu przez Boston Red Sox i początkowo występował w klubach farmerskich tego zespołu, między innymi w Louisville Colonels, reprezentującym poziom Triple-A. W Major League Baseball zadebiutował 16 października 1972 w meczu przeciwko Cleveland Indians jako pinch runner.
21 października 1975 w meczu numer 6 World Series, w których przeciwnikiem Red Sox był zespół Cincinnati Reds, w pierwszej połowie jedenastej zmiany złapał opadającą poza boisko piłkę odbitą przez Johna Morgana i skierował ją w stronę pierwszej bazy, a cała akcja zakończyła się podwójnym autem i doprowadzeniem do kolejnej zmiany. W dwunastej Carlton Fisk zdobył home runa i Red Sox wygrali cały mecz 7–6, jednak ulegli w siódmym spotkaniu. Rok później po raz pierwszy zdobył Złotą Rękawicę, zaś w 1978 po raz pierwszy zagrał w Meczu Gwiazd.
W sezonie 1981 zdobył najwięcej w home runów w American League (22), po raz pierwszy otrzymał nagrodę Silver Slugger Award, a w głosowaniu do nagrody MVP zajął 3. miejsce za  Rolliem Fingersem z Milwaukee Brewers i Rickeyem Hendersonem z Oakland Athletics. 7 kwietnia 1986 w meczu otwarcia sezonu zasadniczego z Detroit Tigers ustanowił rekord MLB, zdobywając home runa w pierwszym narzucie spotkania. W grudniu 1991 jako wolny agent przeszedł do Baltimore Orioles, w którym sezon później zakończył zawodniczą karierę.
W 2000 został uhonorowany członkostwem w Boston Red Sox Hall of Fame. W sezonie 2002 był trenerem pałkarzy w Boston Red Sox.
| Nagroda/wyróżnienie     | Lata                        | Źródło |
| 3× All-Star             | 1978, 1981, 1987            | [ 1 ]  |
| 8× Gold Glove Award     | 1976, 1978, 1979, 1981–1985 | [ 1 ]  |
| 2× Silver Slugger Award | 1981, 1987                  | [ 1 ]  |